# Jože Koller (gozdar)
Jožef Koller, slovenski gozdar, * 25. marec 1798, Bohinjska Bistrica, † 2. avgust 1870, Gorica.
Šolal se je na liceju v Ljubljani in Višji gozdarski šoli v Mariabrunnu pri Dunaju kjer je leta 1817 diplomiral. Služboval je pri gozdnih gospodarstvih v Sloveniji. Kot ravnatelj Gozdnega urada v Gorici je v letih 1844-1864 nadaljeval delo Josefa Ressela pri ureditvi Trnovskega gozda. Z delom pri urejanju Trnovskega gozda je pričel takoj po prihodu v Gorico, da bi to nalogo pospešil je projektiral in v letih 1855-1860 vodil izgradnjo ceste Solkan-Trnovo. Leta 1859 je uspešno pogozdil del kraškega ozemlja med Bazovico in Trstom s črnim borom in tako postavil temelje za sistematično pogozdovanje krasa. Strokovne članke je objavljal v slovenskih in nemških revijah.